# Ayenia jussieui
Ayenia jussieui är en malvaväxtart som beskrevs av Cristobal. Ayenia jussieui ingår i släktet Ayenia och familjen malvaväxter. Inga underarter finns listade i Catalogue of Life.